# Benedetto Cairoli
Benedetto Cairoli, född 28 januari 1825 i Pavia, och död 8 augusti 1889 i Neapel, var en italiensk statsman och vänsterpolitiker.

## Biografi
Cairoli deltog från 1848 med utmärkelse i frihetskampen under Giuseppe Garibaldi, jämte tre bröder (Enrico, Ernesto och Giovanni), som alla stupade för Italiens enhet. Familjen Cairoli blev en av landets "hjältefamiljer", hedrad med talrika minnesmärken. Deputerad från 1860, anslöt sig Cairoli till den militanta vänstern, blev kammarpresident 1878 och samma år konseljpresident, samt utrikes- och handelsminister efter Agostino Depretis. 
Efter en kort bortavaro från december 1878 till juli 1879 återkom Cairoli som konseljpresident och utrikesminister men nödgades i november 1879 uppta motståndaren Depretis i ministären. Under förhandlingar med Österrike och Tyskland angående diverse irredentarörelser uppmärksammade Cairoli inte tillräckligt Italiens intressen i Tunisien, vilket därigenom spelades i händerna på Frankrike. Cairoli tvingades nu att avgå, men bildade ett starkt oppositionsblock, särskilt verksamt efter tillkomsten av Depretis andra ministär 1883–1887.

## Utmärkelser
- Storkorsriddare av Sankt Mauritius och Sankt Lazarusorden
- Guldmedalj för militär tapperhet
- Officer av Italiens militärorden

[Redigera Wikidata]